# (2280) Kunikov
(2280) Kunikov (1971 SL2) – planetoida z pasa głównego asteroid okrążająca Słońce w ciągu 3,22 lat w średniej odległości 2,18 au. Odkryta 26 września 1971 roku.